# 자은중학교
자은중학교(慈恩中學校)는 대한민국 전라남도 신안군 자은면 구영리에 있는 공립 중학교이다.

## 학교 연혁
- 1966년 3월 21일 : 설립인가
- 1966년 8월 20일 : 초대 김해석 교장 부임
- 2024년 9월 1일 : 제30대 배은수 교장 부임
- 2025년 2월 7일 : 제57회 졸업(7명) 총 졸업생 5,531명
- 2025년 3월 4일 : 2025학년도 신입생 9명 입학

## 참고 자료
- 자은중학교 - 한국교육학술정보원 학교알리미